# Anton Kovalevski

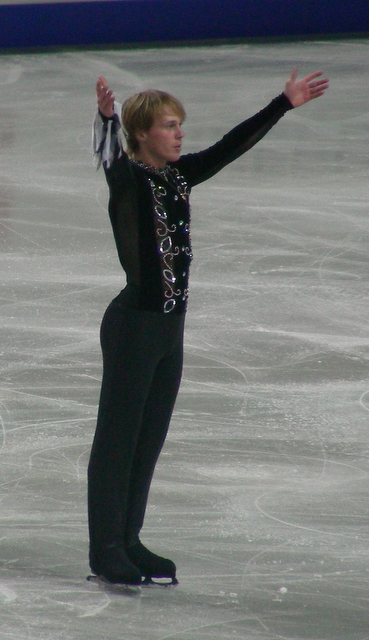
Anton Kovalevski

Anton Volodomirovitsj Kovalevski (Oekraïens: Антон Володимирович Ковалевський) (Kiev, 9 maart 1985) is een Oekraïense kunstschaatser.
Kovalevski is actief als solist en wordt momenteel getraind door Michael Huth en Vlasta Koprivová. Op de wereldkampioenschappen van 2006 , 2010 en 2011 behaalde hij drie keer met de zestiende plaats zijn beste klassering op dit kampioenschap. Op de EK’s van 2007 en 2010 behaalde hij met de dertiende plaats hier de hoogste eindrangschikking.

## Persoonlijke records
| records             | punten | datum      | toernooi |
| ------------------- | ------ | ---------- | -------- |
| Hoogste totaalscore | 201.64 | 28-04-2011 | WK       |
| Hoogste korte kür   | 67.60  | 24-03-2010 | WK       |
| Hoogste lange kür   | 136.48 | 28-04-2011 | WK       |

## Belangrijke resultaten
| Kampioenschap           | 98/99 | 99/00 | 00/01 | 01/02 | 02/03  | 03/04  | 04/05 | 05/06 | 06/07 | 07/08 | 08/09 | 09/10 | 10/11 |
| ----------------------- | ----- | ----- | ----- | ----- | ------ | ------ | ----- | ----- | ----- | ----- | ----- | ----- | ----- |
| Olympische Spelen       |       |       |       |       |        |        |       | 20e   |       |       |       | 24e   |       |
| Wereldkampioenschap     |       |       |       |       |        |        |       | 16e   | 24e   | 20e   | 22e   | 16e   | 16e   |
| Europees kampioenschap  |       |       |       |       |        |        |       | 16e   | 13e   |       | 19e   | 13e   | 15e   |
| Nationaal kampioenschap |       | 6e    |       | Brons | Zilver | Zilver | Brons | Goud  | Goud  |       | Goud  | Goud  | Goud  |
| WK junioren             |       |       | 21e   | 13e   | 7e     | 18e    |       |       |       |       |       |       |       |
| NK junioren             | 4e    |       | Goud  | Goud  |        |        |       |       |       |       |       |       |       |